# Héctor Alterio
Pour les articles homonymes, voir Alterio.
Héctor Alterio, né à Buenos Aires (Argentine) le 21 septembre 1929, est un acteur argentin de théâtre, de cinéma et de télévision.

## Biographie
Héctor Alterio a deux enfants, l'acteur Ernesto et l'actrice Malena Alterio.

## Filmographie partielle

### Au cinéma
- 1959 : El hombre que vio al Mesías
- 1964 : Los que trabajan : Narrator
- 1966 : Todo sol es amargo
- 1967 : Cómo seducir a una mujer
- 1967 : La vida contemplativa
- 1967 : El otro oficio
- 1969 : Don Segundo Sombra : Gaucho in Black
- 1970 : El santo de la espada : Gen. Simón Bolívar
- 1970 : La fidelidad
- 1971 : El habilitado
- 1971 : Argentino hasta la muerte
- 1971 : Y qué patatín y qué patatán
- 1972 : La maffia : Paolatti
- 1973 : Paño verde
- 1973 : Los siete locos : Gregorio Barsut
- 1973 : La piel del amor : Luis
- 1973 : Las venganzas de Beto Sánchez
- 1974 : Los golpes bajos
- 1974 : Quebracho
- 1974 : La Patagonia rebelde : Cmdr. Zavala
- 1974 : La tregua : Martin Santome
- 1974 : El amor infiel
- 1976 : Off
- 1976 : Cría cuervos : Anselmo
- 1976 : Pascual Duarte : Esteban Duarte Diniz
- 1976 : La menor
- 1977 : Marián : Alfredo
- 1977 : El mirón : Román - husband[Quoi ?]
- 1977 : Fango : Carlos
- 1977 : Asignatura pendiente
- 1977 : Secretos de alcoba : Carlos
- 1977 : A un dios desconocido : José
- 1977 : La guerra de papá : Papá (Pablo)
- 1978 : Arriba Hazaña : Hermano Director
- 1978 : Las palabras de Max : Julián
- 1978 : Las truchas : Gonzalo
- 1978 : Borrasca : Alberto Pineda
- 1978 : La escopeta nacional
- 1978 : Serenata a la claror de la lluna
- 1979 : Tiempos de constitución
- 1979 : ¿Qué hace una chica como tú en un sitio como éste?
- 1979 : Tres en raya
- 1980 : Otra vez adiós
- 1980 : F.E.N. : Alfredo
- 1980 : Memorias de Leticia Valle
- 1980 : Le Crime de Cuenca (El crimen de Cuenca) : Isasa
- 1980 : El nido : Don Alejandro
- 1980 : En mil pedazos : Armando Novaes
- 1980 : Tiro al aire
- 1981 : Te rompo el rating
- 1981 : Los viernes de la eternidad : Don Gervasio Urquiaga
- 1981 : Kargus
- 1982 : Tac-tac : Leonardo Gala
- 1982 : Volver
- 1982 : Asesinato en el Comité Central : Sepúlveda
- 1982 : Corazón de papel : Don Arcadio
- 1982 : La vida, el amor y la muerte : Regino
- 1982 : Antonieta : León
- 1983 : Il quartetto Basileus : Álvaro
- 1984 : Zama
- 1984 : La mujer del juez : Marcial Lafuente
- 1984 : El señor Galíndez : Beto
- 1984 : Camila : Adolfo O'Gorman
- 1984 : De grens : Andras Menzo
- 1984 : Los chicos de la guerra : Padre de Pablo
- 1984 : La rosales
- 1985 : Contar hasta diez
- 1985 : L'Histoire officielle (La historia oficial) : Roberto
- 1985 : Adiós, Roberto
- 1985 : La Chair et le Sang de Paul Verhoeven : Niccolo
- 1985 : A la pálida luz de la luna : Miguel Gil de Larios
- 1986 : Manuel y Clemente : Serafin
- 1986 : Puzzle : Luis
- 1987 : El hombre de la deuda externa
- 1987 : Sofía : Padre de Pedro
- 1987 : Mi general : General Víctor Mendizábal
- 1987 : La veritat oculta : Alfons Garriga
- 1987 : Barbablù, Barbablù : Federico
- 1989 : El verano del potro : Federico
- 1990 : Gentille alouette
- 1990 : Traición
- 1990 : Continental : Ruda
- 1990 : Yo, la peor de todas : The Viceroy
- 1991 : Don Juan en los infiernos : Padre de Don Juan
- 1992 : Hora final
- 1993 : Tango feroz: la leyenda de Tanguito : Lobo
- 1993 : Las boludas
- 1994 : El detective y la muerte : G.M.
- 1995 : El rey del río : Juan
- 1995 : Caballos salvajes : José
- 1997 : Cenizas del paraíso : Judge[Quoi ?] Costa Makantasis
- 1997 : Pequeños milagros : Padre de Rosalía
- 1997 : Memorias del ángel caído : Julio
- 1998 : Asesinato a distancia : Bilverio Punes
- 1998 : Diario para un cuento : Pablo
- 1999 : Tatiana, la muñeca rusa : Diego
- 1999 : Las huellas borradas : Don José
- 1999 : Héroes y demonios : Jorge Romans
- 1999: Un dulce olor a muerte : Justino
- 1999 : La mujer más fea del mundo : Dr. Werner
- 2000 : Mi abuelo es un animal
- 2000 : Sé quién eres : Salgado
- 2000 : Plata quemada : Losardo
- 2000 : Esperando al mesías : Simón
- 2001 : Sueños en la mitad del mundo
- 2001 : Cabeza de tigre : Santiago de Liniers
- 2001 : Sagitario : Gustavo
- 2001 : Le Fils de la mariée (El hijo de la novia) : Nino Belvedere
- 2001 : Vidas privadas : Padre de Carmen
- 2001 : Nobel : Alberto
- 2001 : Noche de reyes : Sr. Garriga
- 2002 : Fumata blanca : Cardinal Giovanello
- 2002 : El último tren : El Profesor
- 2002 : Apasionados : Coco
- 2002 : Kamchatka : Grandfather
- 2003 : Nudos : Cipriano Mera
- 2003 : Utopía : Samuel
- 2003 : Cleopatra : Roberto
- 2003 : Le intermittenze del cuore : Saul Mortara
- 2003 : Noviembre : Yuta
- 2003 : El tren de la bruja : La Voz (voix)
- 2004 : En ninguna parte : Antonio
- 2004 : Treinta y cinco : Conrado
- 2005 : Semen, una historia de amor : Emilio
- 2006 : Entre nosotros
- 2008 : Un poco de chocolate : Lucas
- 2008 : Amanecer de un sueño : Pascual
- 2008 : El mensajero
- 2011 : Intruders : Old Priest
- 2012 : Beige
- 2012 : Como estrellas fugaces : Generale
- 2014 : Kamikaze : Lionel
- 2014 : Fermín glorias del tango : Fermin